# 兼間祐二
兼間 祐二（かねま ゆうじ、1964年（昭和39年）6月11日 - ）は、日本の実業家、銀行家。北海道銀行代表取締役頭取を務める。

## 来歴・人物
北海道札幌市出身。北海道札幌南高等学校、慶應義塾大学経済学部卒業後、1987年北海道銀行入行。1994年に総合企画部に配属、翌1995年に頭取直轄経営企画室が新設されると同室に配属。その後、石狩市の花川支店長や、経営企画グループ調査役グループリーダーを経て、2011年札幌市の鳥居前エリア総括兼鳥居前支店長。2013年執行役員オホーツク地区営業担当兼北見支店長。執行役員札幌・石狩、空知地区営業担当を経て、2016年取締役常務執行役員企画管理部門長。2021年に笹原晶博の後任として常務取締役から代表取締役頭取に就任。

## 参考資料
- “第18期有価証券報告書” (PDF).   ほくほくフィナンシャルグループ (2021年3月31日). 2022年4月8日閲覧。

| ビジネス      | ビジネス                       | ビジネス |
| ------------- | ------------------------------ | -------- |
| 先代 笹原晶博 | 北海道銀行頭取 第8代：2021年 - | 次代     |

| スタブアイコン | サブスタブ | この項目は、まだ閲覧者の調べものの参照としては役立たない、人物に関連した書きかけの項目です。この項目を加筆・訂正などしてくださる協力者を求めています（P:人物伝/PJ:人物伝）。 |